# 450 Brigitta
450 Brigitta este un asteroid din centura principală, descoperit pe 10 octombrie 1899, de Max Wolf și Arnold Schwassmann.